# Route nationale 38 (Italie)
Pour les articles homonymes, voir Route nationale 38.
La route nationale 38 du col du Stelvio (en allemand Stilfserjochstraße,, en italien : strada statale 38 dello Stelvio), abrégé SS 38, est une route nationale qui relie la Valteline au Tyrol du Sud du val Venosta par le col du Stelvio (2 758 m), pour continuer ensuite dans la vallée de l'Adige jusqu'à Bolzano.
À la suite de la mise en œuvre du décret législatif du 2 septembre 1997, n ° 320, à partir du 1er juillet 1998, le tronçon sud-tyrolien de la route, tout en restant propriété de l'État (et conservant ainsi la classification administrative et la numérotation) a été sorti du champ de responsabilité de l'ANAS et transféré à la province autonome de Bolzano. Sur la partie montagne de la route, subsiste l'obligation nationale italienne de transit avec des chaînes à bord ou des pneus d'hiver du 15 novembre au 15 avril.

## Itinéraire
La route prend son origine près de Piantedo de la route nationale 36 du lac de Côme et Spluga et se termine à Bolzano rejoignant la route nationale 12 d'Abetone et Brennero. Dans la partie initiale, le parcours traverse la Valteline parallèlement à la rivière Adda ; touche les principales zones habitées de Morbegno (passage difficile récemment contourné par la variante Morbegno inaugurée le 29 octobre 2018), Sondrio (dont la traversée est évitée par une rocade composée d'une variante rapide et d'une voie unique réservée aux véhicules motorisés de plus de 125 cm3 de déplacement) et Tirano.
De nombreuses communes sont traversées ou rodées sur ce tronçon plat et la limite de vitesse est souvent de 70 km/h (avec des limites à 50 km/h dans les agglomérations). Juste au-delà de Tirano, entre les communes de Sernio et Bormio, le tracé d'origine, qui traversait tous les centres habités du fond de la vallée et qui a été endommagé par l'inondation de 1987, a été abandonné et la route nationale moderne suit un tracé rapide sans traversée urbaine ni carrefour et réservés aux véhicules motorisés de plus de 125 cm3, comprenant quelques tunnels. À Bormio, la variante se termine où il y a des liaisons avec l'ancienne route nationale 300 du col de Gavia et la route nationale 301 du col de Foscagno. Après avoir dépassé cette importante station touristique, la route remonte la vallée du Braulio, entrant dans l'Alto Adige par le col du Stelvio (à l'altitude remarquable de 2 758 m, ce qui en fait le deuxième plus haut col asphalté d'Europe après le col français de l'Iseran de 2 770 m) et redescend vers le val Venosta à travers les villages de Trafoi, Prato allo Stelvio, Lasa, Silandro et Merano. Dans le dernier tronçon, de Merano à Bolzano, l'ancien itinéraire était doté d'une superstrada appelée MeBo.
À la suite du décret législatif no 320 du 2 septembre 1997, du 1er juillet 1998, la gestion du tronçon entre le col du Stelvio (frontière entre la Lombardie et le Trentin-Haut-Adige) et le bout de la route (ville de Bolzano) passa de l'ANAS à la province autonome de Bolzano. Ce dernier laissa la classification et l'abréviation d'état (SS) à la route, même si ce n'est plus le cas.
La route fut conçue et construite au début du XIXe siècle sur ordre de l'Empire autrichien pour relier la Lombardie au Tyrol sans avoir à passer par le territoire vénitien ou suisse. Les plus grandes difficultés ont évidemment été de franchir le col du Stelvio, un objectif qui fut atteint grâce au travail conçu par l'ingénieur Carlo Donegani qui pensa à une route avec 34 virages en lacet du côté de la Valtellina pour franchir 1 530 m d'altitude, tandis que du côté du Tyrol du Sud, les 1 870 m d'altitude furent surmontés avec 48 virages en lacet. La pente moyenne est de 9 % avec quelques pics à 11 %, maintenus spécialement bas pour permettre le passage aux calèches. Jusqu'en 1859, la route fut maintenue en parfait état de fonctionnement et ouverte également pendant l'hiver. Le long de la route subsistait 8 maisons cantonnières pour l'abri des voyageurs et le changement des chevaux de diligence. Pendant les mois d'hiver, le transport des personnes et des marchandises n'était garanti que par des traîneaux tirés par des chevaux.

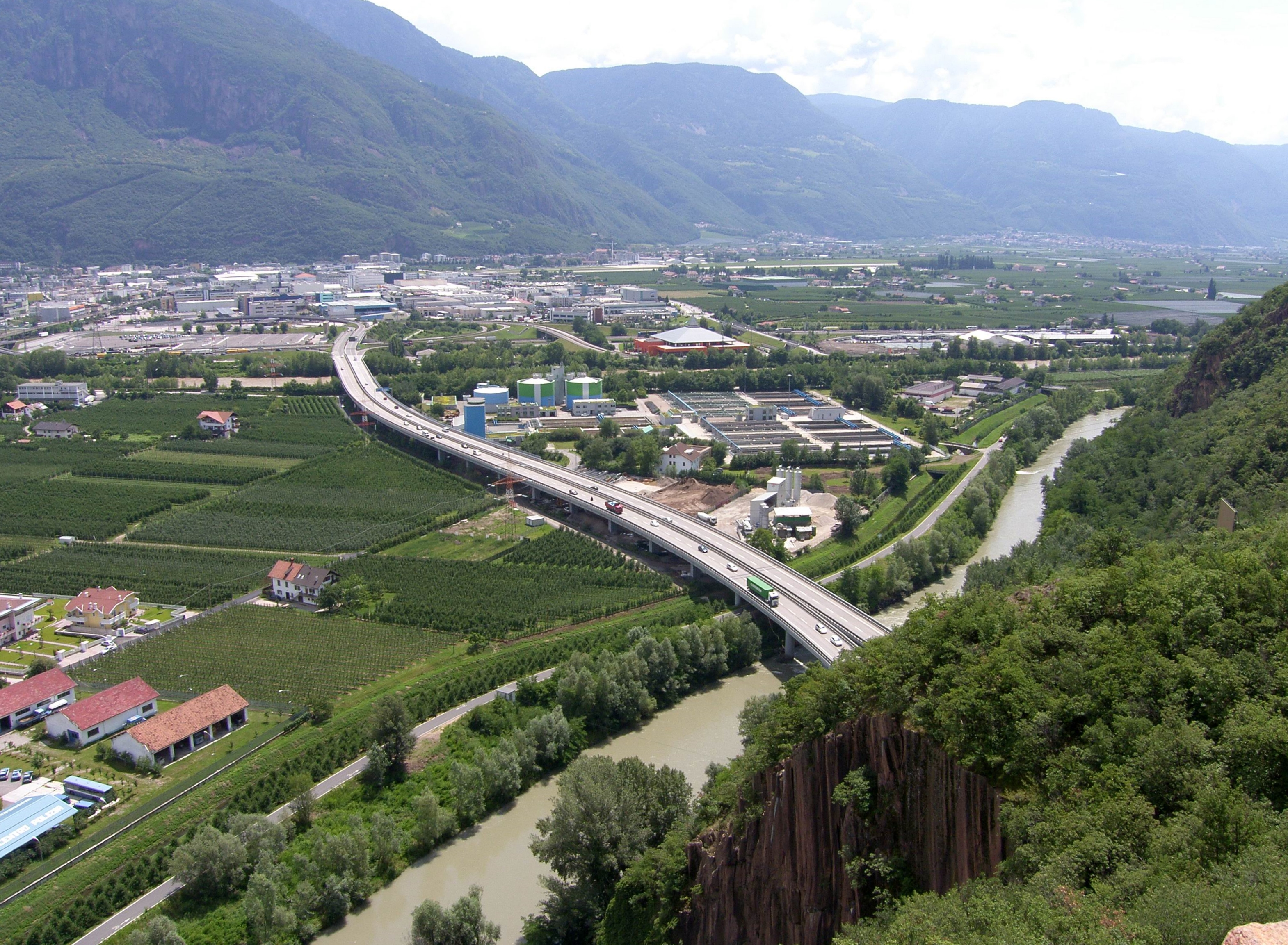
Départ de la SS 38 à Bolzano.
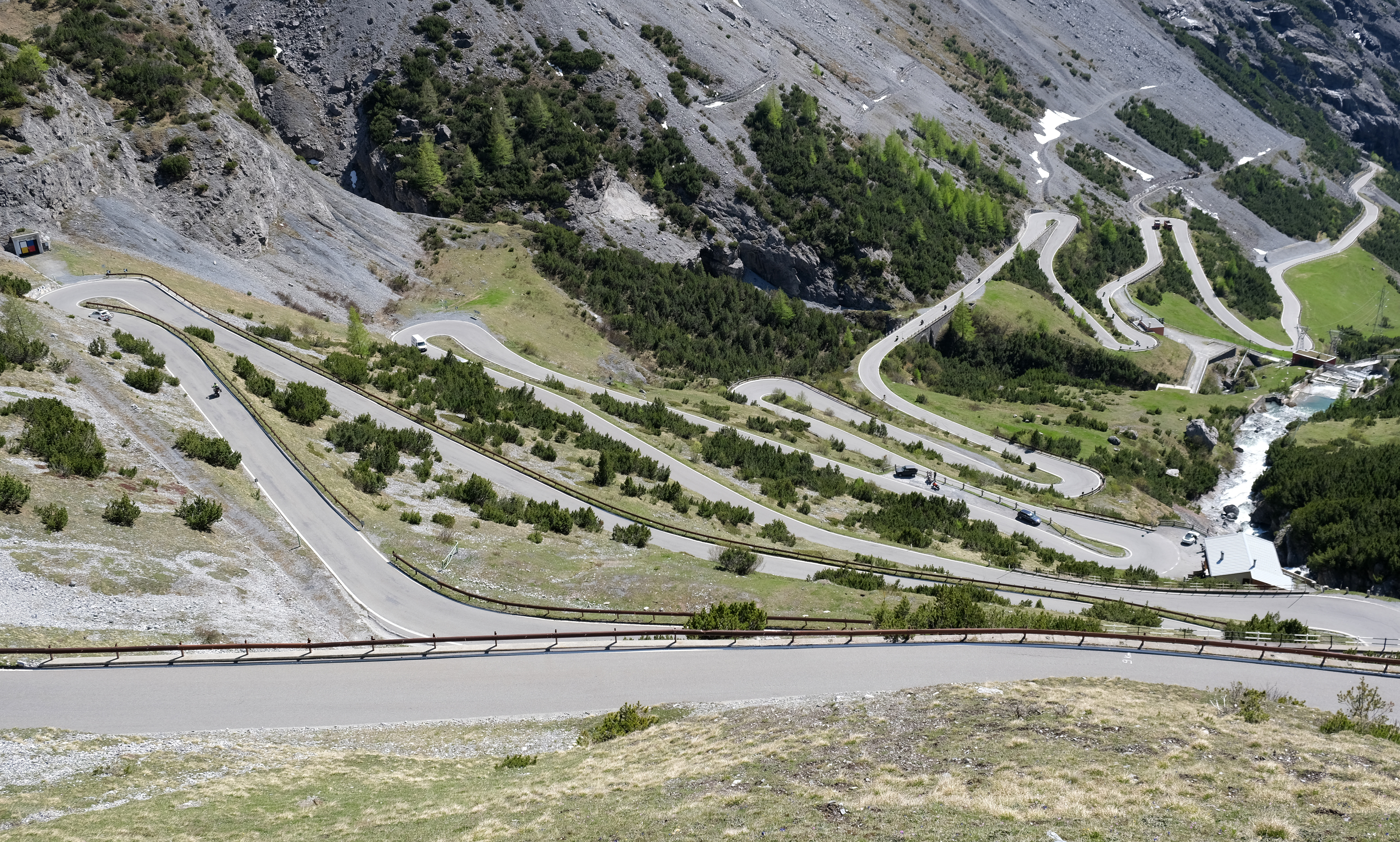
Le versan valtellinois du Stelvio.
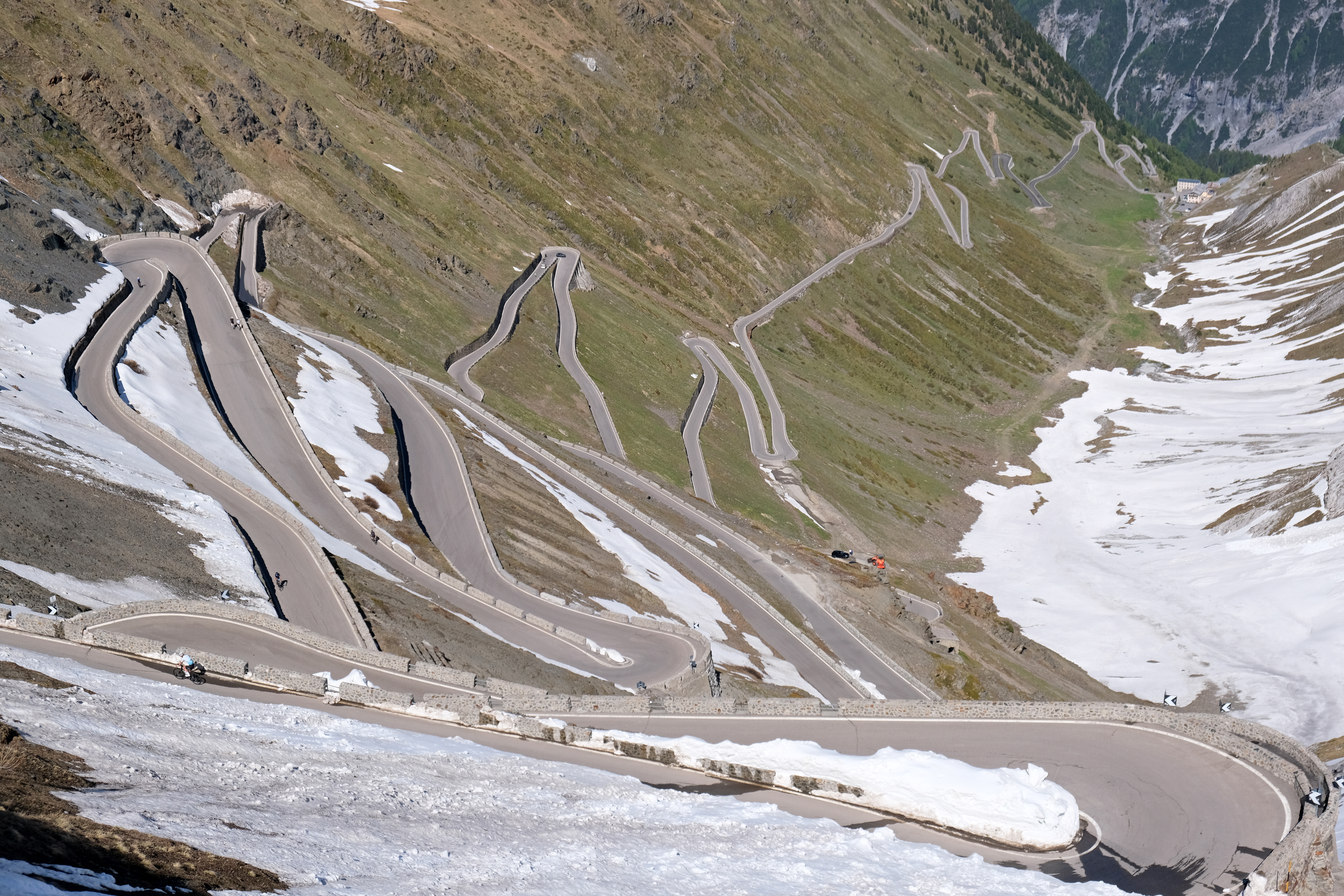
Côté sud-tyrolien du Stelvio.
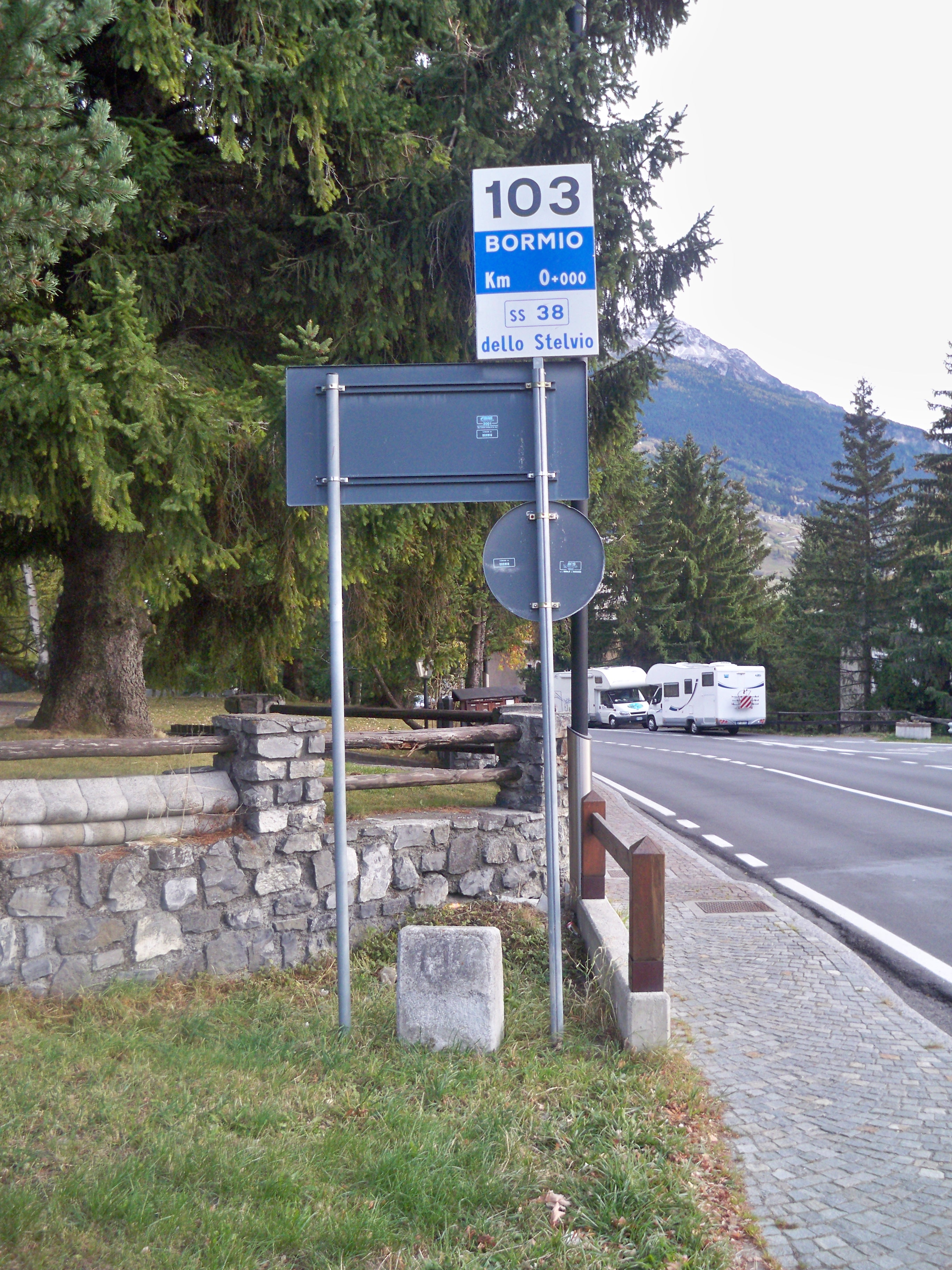
Jalon à Bormio.